# Bitwa o szyny (film)
Bitwa o szyny (fr. La bataille du rail) – francuski film wojenny z 1946 roku w reżyserii René Clémenta. Zdjęcia kręcono na terenie departamentów Côtes-d’Armor oraz Sarthe.
Obraz poświęcony jest działalności francuskich pracowników kolei, którzy sabotowali niemieckie linie zaopatrzeniowe podczas II wojny światowej. Film służył zaakcentowaniu roli, jaką odegrał francuski ruch oporu w trakcie operacji Overlord. 
Na pierwszym w historii MFF w Cannes Bitwa o szyny otrzymała Międzynarodową Nagrodę Jury (ówczesne Grand Prix, czyli druga nagroda), a sam Clément został uhonorowany wyróżnieniem dla najlepszego reżysera.